# Radiodifuzija
Radiodifuzija je oblik neusmjerenih elektronskih radiokomunikacija s pomoću radijskih, televizijskih ili kabelskih mreža, namijenjenih velikomu broju korisnika koji ispunjavaju prijamne uvjete. Pojam se odnosi i na radiokomunikacijsku uslugu u kojoj je odašiljanje radijskih signala namijenjeno izravnomu javnom prijamu; može uključivati odašiljanje zvuka, televizijskoga signala i druge vrste odašiljanja. Radiodifuzija zvuka radiodifuzijska je usluga ograničena na radijske emisije, dok je radiodifuzija televizijskoga signala radiodifuzijska usluga koja uključuje slikovne (vizualne) emisije zajedno s pratećim zvukom. Radiodifuzijsko odašiljanje provodi se radioodašiljača smještenima na tlu i (ili) na umjetnom satelitu. U radiodifuziju pripada i kabelska distribucija, u kojoj se televizijske i radijske emisije distribuiraju mrežom kabela do utvrđenoga broja korisnika (pretplatnika).
Grana tehnike koja se bavi praktičnom primjenom elektromagnetskih valova zove se radiotehnika. Bežični prijenos govora i glazbe na velike daljine zove se radiodifuzija. Za takav prijenos moramo imati emisionu stanicu ili radioodašiljač, koji emitira elektromagnetske valove, i radioprijamnik, to jest uređaj koji te valove prima. Elektromagnetske valove koji se upotrebljavaju u radiodifuziji dijelimo na:
- duge valove od 10 000 do 1 000 metara,
- srednje valove od 1 000 do 100 metara,
- kratke valove od 100 do 10 metara,
- ultra kratke valove od 10 do 1 metar.

## Radioodašiljač
Radioodašiljač ili radiopredajnik je uglavnom tranzistor ili integrirani sklop (nekad elektronska cijev), takozvani elektronski oscilator, koji emitira neprigušeni val visoke frekvencije, i to tako da mu je stalna amplituda i frekvencija. Takav val se zove val nosilac. Da bi mogao prenijeti govor ili zvuk, to jest titranje niske frekvencije, treba na val nosilac djelovati tako da se na njemu izvrše promjene u ritmu zvučnih titraja. To se djelovanje na val nosilac vrši preko mikrofona. Ovakva superpozicija niskih, akustičnih ili audiofrekvencija valu nosiocu zove se modulacija. Osim amplitude možemo kod vala nosioca mijenjati frekvenciju i fazu, pa se time mogu postići razne vrste modulacije. 
Kod jednostavnog radioodašiljača u krug tranzistora ili integriranog sklopa spojen je titrajni krug i sekundarna zavojnica jednog transformatora. Struje visoke frekvencije titrajnog kruga dolaze preko električnog kondenzatora na priključak tranzistora. Te struje ne mogu prijeći kroz sekundarnu zavojnicu transformatora, jer ona zbog velikog induktiviteta predstavlja veliki otpor za struje visoke frekvencije. Međutim, kondenzator lako propušta struju visoke frekvencije na tranzistor. Zato se titraji visoke frekvencije, koje proizvode titrajni krug, pojačavaju tranzistor i prenose induktivno preko zavojnice na antenu koja ih emitira kao val nosilac. U primarni krug transformatora ukopčan je mikrofon i baterija. Titranjem membrane mikrofona zbog govora ili glazbe dolaze na tranzistor promjenjivi električni naponi niske frekvencije i na taj način moduliraju val nosilac. 

## Radioprijamnik
Kako na antenu prijemnog aparata dolaze u isto vrijeme modulirani elektromagnetski valovi svih stanica koje u to vrijeme rade, moramo imati mogućnost da mijenjanjem induktiviteta i električnog kapaciteta titrajnog kruga postignemo rezonanciju našeg radioprijamnika sa stanicom koju želimo slušati. Kad smo to postigli, onda stanice druge frekvencije vrlo slabo djeluju na naš titrajni krug. Međutim, primljene visokofrekventne titraje ne možemo direktno dovesti u telefon, odnosno zvučnik. Telefon sa svojim velikim brojem zavoja i željeznom jezgrom predstavlja skoro beskonačan otpor za ovakvu visokofrekventnu struju. Kad bi ta visokofrekventna struja i tekla kroz zavoje telefona, odnosno zvučnika, membrana ne bi mogla zbog svoje mehaničke tromosti slijediti tako visoke vibracije. No kad bi membrana mogla tako brzo titrati, ona ne bi proizvodila akustični ton, jer je naše uho osjetljivo samo za valove zvuka niskih frekvencija. Zato se ta visokofrekventna struja prije ulaza u zvučnik mora ispraviti ili rektificirati pomoću detektora. 
Rektifikacija (ispravljanje) se sastoji u tome, da se od visokofrekventne izmjenične struje propusti samo jedna polovina, naime onaj njezin dio koji teče samo u jednom smjeru, dok se drugi dio potpuno izostavi. Na taj se način dobije pulzirajuća modulirana struja visoke frekvencije koja ide u onaj dio aparata u kojem se vrši odjeljivanje struje niske frekvencije od struje visoke frekvencije, to jest demodulacija. Nakon toga se vrši pojačanje struje niske frekvencije i konačno se odvodi u zvučnik gdje proizvodi iste akustične titraje kakvi su bili proizvedeni u emisionoj stanici. 
Najjednostavniji tip prijemnog aparata je detektorski radioprijamnik. On nema cijevi za pojačanje, niti mu treba bilo kakav izvor struje. Sastoji se od antene, titrajnog kruga, detektora i slušalice. Antena, koja je uzemljena, induktivno je vezana s titrajnim krugom,  a ovaj preko detektora sa slušalicom. Detektor se sastoji od jednog metalnog šiljka i kristala koji on dodiruje. Kao kristal obično služi galenit, pirit, halkopirit, cinkit i tako dalje. Budući da detektor propušta struju samo u smjeru šiljak - kristal, na taj način dobijemo ispravljenu moduliranu struju. Kako za visokofrekventni dio te modulirane struje zavojnica slušalice predstavlja veliki otpor, to će taj visokofrekventni dio proći kroz električni kondenzator. Niskofrekventni dio će proći kroz slušalicu, koja će onda reproducirati govor ili glazbu. Odatle vidimo da je najjednostavnija demodulacija ispravljanje modulirane struje. 
Kod većih daljina između odašiljača i prijemnika detektorski aparat je odviše slab. Mnogo je jači prijem s elektronskim pojačalom. Antena je induktivno vezana s električnim titrajnim krugom kojemu možemo mijenjati frekvenciju pomoću kondenzatora promjenjivog električnog kapaciteta, te tako postignuti električnu rezonanciju s traženom stanicom. Dobivena struja vodi se na tranzistor radi pojačanja. Kad bismo tu rezonantnu struju samo pojačali, dobili bismo u anodnom krugu opet struju visoke frekvencije koja ne bi mogla djelovati na membranu zvučnika, odnosno slušalice. Stoga tranzistor (ranije elektronska cijev) mora izvršiti pojačanje i demodulaciju. To se postiže pomoću baterije kojoj je pozitivni pol spojen s katodom, a negativni pol preko zavojnice s tranzistorom. Na taj način tranzistor dobiva negativni prednapon koji se uzima baš toliko da sprječava prolaz anodnoj struji. Kad na tranzistor stignu modulirane oscilacije, ona će biti čas više a čas manje negativna s obzirom na napon koju prima od baterije. U anodnom će krugu struja teći samo onda kada mrežica bude manje negativna, te će se tako pojačavati samo gornja polovina moduliranih titraja. Ti će električni titraji djelovati na membranu zvučnika koja će proizvesti zvučne frekvencija.